# Pontos extremos da Noruega

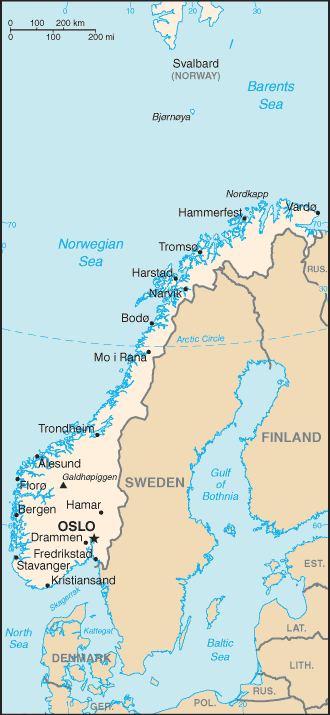
Mapa da Noruega

Esta é a lista dos pontos extremos da Noruega, onde estão os pontos mais a norte, sul, leste e oeste do território norueguês.

## Latitude e longitude

### Noruega continental
Esta lista inclui apenas pontos da Noruega continental, não incluindo ilhas.
- Ponto mais setentrional: cabo Nordkinn, Finnmark (71° 05′ N, 27° 40′ L)
- Ponto mais meridional: Våge, Lindesnes, Vest-Agder (57° 58′ N, 7° 02′ L)
- Ponto mais ocidental: Vardetangen, Austrheim, Hordaland (60° 48′ N, 4° 57′ L)
- Ponto mais oriental: Kibergneset, Vardø, Finnmark (70° 17′ N, 31° 04′ L)

### Noruega metropolitana
Esta lista inclui pontos da Noruega continental e das ilhas próximas da costa norueguesa.
- Ponto mais setentrional: Knivskjellodden, cabo Norte, Finnmark (71° 10′ N, 25° 40′ L)
- Ponto mais meridional: Pysen, Mandal, Vest-Agder (57° 57′ N, 7° 34′ L)
- Ponto mais ocidental: Holmebåen, Solund, Sogn og Fjordane (61° 02′ N, 4° 30′ L)
- Ponto mais oriental: Hornøya, Vardø, Finnmark (70° 23′ N, 31° 08′ L)

### Todo o território
Esta lista inclui todo o território da Noruega, incluindo as ilhas remotas.
- Ponto mais setentrional: Rossøya, Svalbard (80° 49′ N, 20° 24′ L)
- Ponto mais meridional: ilha Bouvet (54° 24′ S, 3° 23′ L)
- Ponto mais ocidental: Høybergodden, Jan Mayen (70° 50′ N, 9° 05′ O)
- Ponto mais oriental: Kræmerpynten, Kvitøya, Svalbard (80° 12′ N, 33° 31′ L)

## Altitude

### Ponto mais alto
- Galdhøpiggen, Jotunheimen, Lom, 2469 m (61° 38′ 11″ N, 8° 18′ 45″ L)

### Ponto mais baixo
- Nível do mar, 0 m